# I pilastri della creazione
I Pilastri della Creazione (The Pillars of Creation in originale) è il settimo volume della serie fantasy epico de La spada della verità, pubblicata da Fanucci, dello scrittore statunitense Terry Goodkind; è anche il terzo libro della saga uscito in volume unico anche in Italia. Nell'edizione economica è uscito col titolo La Spada della Verità - Volume 7.

## Trama
In questo volume il punto di vista predominante è quello di Jennsen Rahl, giovane e affascinante ragazza che scappa da quando è nata da un mostro chiamato Darken Rahl, un mostro che violentò sua madre. Jennsen, all'inizio del libro, non è al corrente del fatto che Darken Rahl è stato sconfitto da un altro suo figliastro, Richard, protagonista della saga. Lo scoprirà soltanto grazie a Sebastian, braccio destro dell'imperatore Jagang, che non tarda a innamorarsi della giovane e a consegnarla, con le migliori intenzioni, dritta tra le braccia del suo signore. Jagang soggioga la giovane, convincendola del fatto che il suo fratellastro Richard Rahl è l'uomo più malvagio che esista al mondo, e che anche lui, come prima suo padre, la vuole morta. Jennsen non dubita di una sola parola, e ascoltando i consigli di Sebastian, promette all'imperatore Jagang che ucciderà lei stessa il nuovo Lord Rahl. Solo grazie all'aiuto del dolce Tom, protettore in incognito di Lord Rahl, della sposa di Richard, la saggia Madre Depositaria Kahlan Amnell, e di Richard stesso, Jennsen non macchierà le sue mani di sangue innocente, schierandosi infine dalla parte del fratello e seguendolo nella sua lotta contro l'Ordine Imperiale.

## Personaggi
- Jennsen Rahl
- Oba Rahl
- Richard Rahl
- Kahlan Amnell
- Zeddicus Zu'l Zorander
- Adie
- Cara
- Nathan Rahl
- Nyda
- Imperatore Jagang
- Sebastian
- Althea
- Friedrich
- Lathea
- Betty
- Tom

## Settima regola del mago
In questo volume scopriamo la Settima Regola del Mago: 

## Edizioni
- Terry Goodkind, I Pilastri della Creazione, traduzione di Nicola Gianni, I ed., Fanucci, 2004,  p. 536, cap. 61.
- La spada della verità - Volume 7, Fanucci Tif Extra, 2 ed., 2011, Cap. 61, pp. 528